# Singe (art martial)
Pour les articles homonymes, voir Hou (homonymie).
L'art martial du singe (en chinois Hou quan) imite du singe[réf. incomplète]: adresse, agilité, ruse, souplesse.

## Technique

### Externe

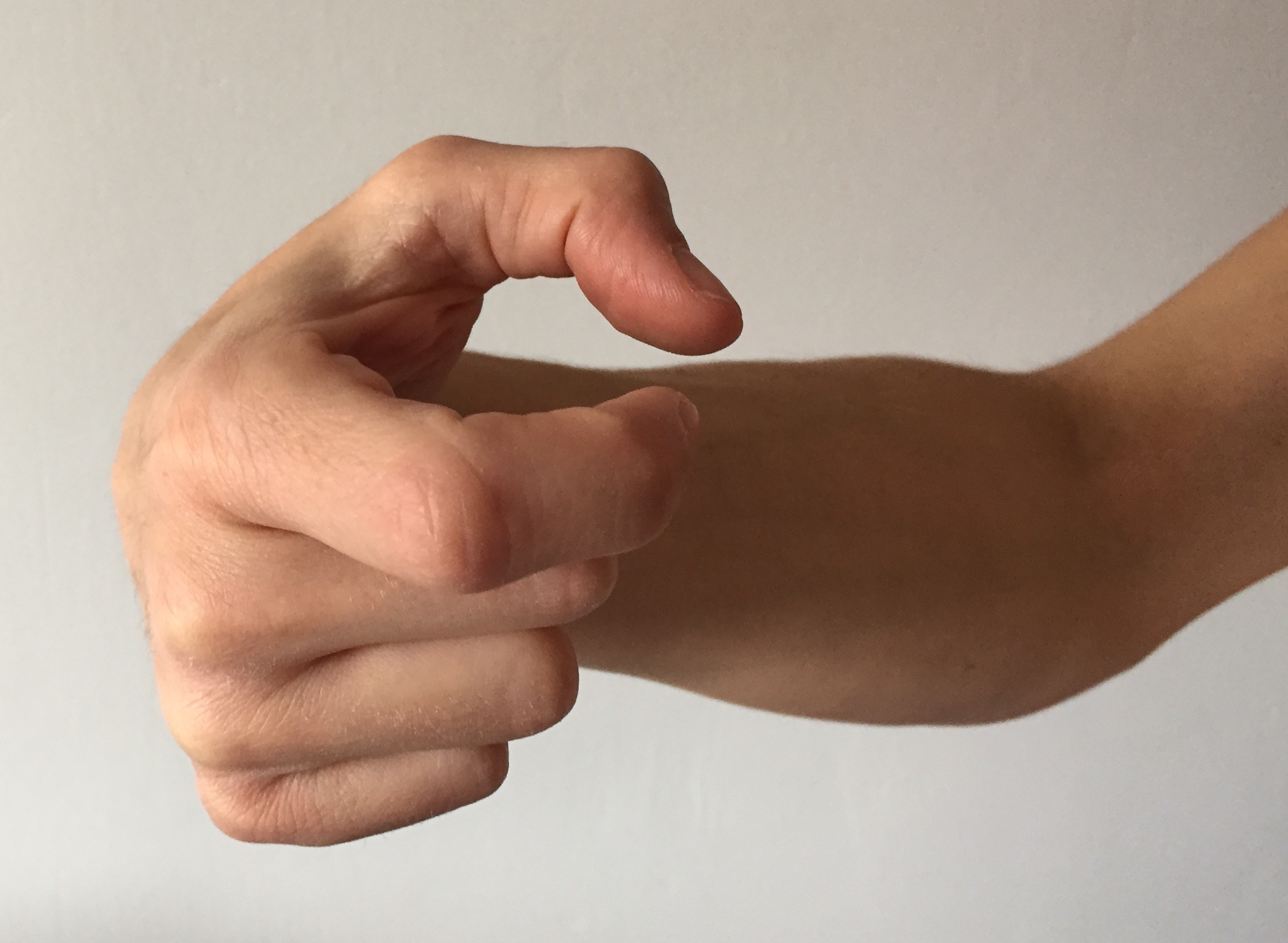
Style du singe ou de l'homme ivre en kung fu.

L'art martial externe du singe est probablement plus connu que sa version interne. 
Le singe est rusé, très souple, dynamique, imprévisible, instable, acrobatique et inattendue pour l'adversaire. Il peut changer d'attitude rapidement (passer de l'étonnement à la colère ou l'agressivité). Dans ce style, d'une part, les mains imitent les mains du singe (voir l'image ci-contre) et, d'autre part, le corps mime les grimaces du singe avec des positions souvent très basses, des roulades, des mimiques et des petits cris pour distraire ou impressionner son adversaire. Ses blocages sont près du corps, ses parades sont acrobatiques, ses techniques de jambes nombreuses requièrent beaucoup d'agilité.

### Interne
L'art martial interne du singe est utilisé dans le jeu des 5 animaux, pour stimuler le cœur : il travaille sur l'amplitude et la vitesse.

## Description
Son arme est le bâton long (en chinois gun).
Son vêtement est de couleur jaune, keikogi en chinois.

## Dans la culture populaire
Le personnage Eileen, de la série de jeux vidéo de combat Virtua Fighter, utilise cette forme.